# Karma kagyü
A karma kagyü (tibeti: ཀརྨ་བཀའ་བརྒྱུད, wylie: karma bka'-brgyud) vagy kamcang kagyü a tibeti buddhizmus négy fő iskolája közül a kagyü hagyományvonal egyik legismertebb iskolája. A hagyományvonalnak régi kolostorai vannak Tibetben, Kínában, Oroszországban, Mongóliában, Indiában, Nepálban és Bhutánban. Ma már legalább 62 országban vannak központjaik. A karma kagyü spirituális vezetője a gyalva karmapa. A karma kagyü iskola lámáit „fekete kalapos” lámáknak is nevezik, a karmapa által viselt fekete koronára utalva.

## A karma kagyü vonal
A tibeti buddhizmus négy nagy iskolája a gelug, a szakja, a nyingma és a kagyü. A kagyü vonalon belül, a karma kagyü vonal a hangsúlyt a meditációra helyezi: specialitása a tudat természetének közvetlen felismerését célzó mahámudrá látásmód és gyakorlat. A mahámudrá (magyarul: Nagy Pecsét) segítségével, a hagyomány szerint egy életen belül elérhető a megvilágosodás, vagyis a nirvána állapota. E tanítások a „történelmi” Sákjamuni Buddhától erednek, és közvetlenül a karma kagyü vonal első mesterének tartott Milarepától származnak, akitől töretlen szóbeli és írásbeli átadáson keresztül jutottak el a mai gyakorlókhoz.
A karma kagyü vonal tanításait 10–11. században az olyan megvilágosodott mesterek, mint Náropa, Maitripa, Marpa Locava és Milarepa formálták minden hétköznapi ember számára érthető és használható világi irányzattá. Nem sokkal ezután Gampópa, Milarepa egyik utolsó, de talán legnagyobb hatású tanítványa kialakította az átadás szerzetesi iskoláját. A 12. század óta egymást követő karmapák inkarnációinak köszönhetően maradtak fenn mindmáig az eredeti tanítások. Jelenleg a két karmapán kívül több tanító is tanításokat ad a nyugati érdeklődők számára, valamint támogatják a nyugati meditációs központokat.

## A karmapák
A karmapa szó jelentése: „a buddhaaktivitás embere”, vagy „minden buddha lényege”. Őt tartja a hagyomány a tibeti buddhizmus első, tudatosan újraszületett (reinkarnálódott) tanítójának. A 16. karmapa a kínai megszállás (1959) miatt elhagyta szülőföldjét, biztosítva ezzel a karma kagyü vonal fennmaradását. Többször járt Nyugaton, és nyugati tanítványai révén gondoskodott arról, hogy a kagyü tanításai hozzánk is eljussanak. A vonal jelenlegi vezetője a 17. karmapa, akinek a személye vita tárgyát képezi – mivel a kagyü szervezetén belül két tábor különböző jelöltet ismert fel 17. karmapákent.

## A 17. karmapa
A 17. karmapa személye vita tárgyát képezi. A 16. karmapa halála után két jelöltet állítottak utódnak.
A két jelölt:
- Táje Dordzse

1983-ban született a kínai elnyomás alatt lévő Tibetben. Tizenegy évesen, 1994 elején jutott el Indiába, ahol a hagyományos buddhista képzés mellett nyugati jellegű oktatásban is részesült. Angol nyelvet tanult, és megismerkedett olyan hasznos dolgokkal, mint a számítógép és az internet. Formális kolostori képzését 2003 decemberében fejezte be.
2000 elején Németországban, Ausztriában és Magyarországon adott tanításokat több tízezer embernek. Ez volt első európai körútja, mely a nyugati aktivitásának kezdetét jelentette. 2004 nyarán másodszor látogatott Európába: ekkor Spanyolországban, Németországban, Svájcban, Franciaországban, Dániában, Lengyelországban, Csehországban és Ausztriában adott tanításokat és beavatásokat.
- Orgyen Trinli Dordzse

1985-ben született egy kelet-tibeti nomád családba. Hétéves korában hivatalosan karmapának nevezték ki a Curphu kolostorban, amely a karmapák hagyományos tibeti székhelye. December 1999-ben sikerült elmenekülnie kínai kommunista őrzőitől, akik addig abban akadályozták, hogy a tradicionális tanulmányait és tanító tevékenységeit folytassa, és a Himaláján át Indiába menekült száműzetésbe. 1992-ben A dalai láma is hivatalosan elismerte őt 17. karmapaként.
2008-ban először utazott nyugatra, több amerikai városba ellátogatott, és a karmapák amerikai székhelyén (Karma Triyana Dharmachakra) hivatalosan átvette a karmapa címet.

## Karma kagyü közösségek Magyarországon
Jelenleg három nagyobb közösség van hazánkban amely képviseli a karma kagyü hagyományvonalat: az Láma Ole Nydahl fémjelezte Gyémánt Út (jelenleg a legnagyobb), a Láma Csöpel vezette Magyarországi Karma-Kagyüpa Közösség, és a Beru Khjence Rinpocse és Dzsamgön Kongtrul tanítványait összefogó Khyenkong Karma Tharjay Buddhista Egyházközösség. Ezek egységesen azt a tábort erősítik amely a Samar Rinpocse altál jelölt Táje Dordzse-t ismerik fel mint 17. karmapa. Ezeken kívül, számos kisebb Kagyü-s szervezet létezik Magyarországon, amelyek vagy ugyan azt, vagy a Orgyen Trinli Dordzse altál képviselt vonalat követik.